# Angrivariërs
De Angrivariërs (ook wel: Angrivarii, Engeren) waren een Germaanse stam in het Noord-Duitse gebied die zich in de tijd van Arminius gevestigd had tussen de Wezer en de Elbe, met name tussen de Allermonding en het huidige Bremen. Hun noorderburen waren de Chauken; in het zuiden werd hun woongebied begrensd door dat van de Cherusken en in het westen van de Ampsivariërs. Hun naam, Angri-varii, betekende letterlijk 'mannen van Engern'. In de maand september van 9 n.Chr. namen zij deel aan de beslissende fase van de Slag bij het Teutoburgerwoud, waarbij het Romeinse leger van Publius Quinctilius Varus in een hinderlaag gelokt werd en vernietigd.
Tijdens de veldtocht van Germanicus tegen de Cherusken in 16 n.Chr. kwamen de Angrivariërs tegen Rome in opstand en belaagden ze het leger van Germanicus in de rug, maar zij werden snel door een generaal van Germanicus, Stertonius, onderworpen. Sindsdien waren zij bondgenoten van Rome, dat door de Angrivariërs van elitetroepen voorzien werd. Tacitus vermeldde de verwikkelingen van Germanicus met onder meer de Angrivariërs in zijn Annales 2.
Nadat de Cherusken als stam verdwenen tussen 51 n.Chr. en 98 n.Chr., breidden de Angrivariërs hun leefgebied zuidwaarts uit, onder keizer Nerva tot aan de Lippe en de bronnen van de Eems. Nog later verspreidden de stam zich verder naar het zuiden en westen uit naar de Noord-Duitse regio. De Angrivariërs sloten zich in de tweede of derde eeuw n.Chr. aan bij de Saksenbond.

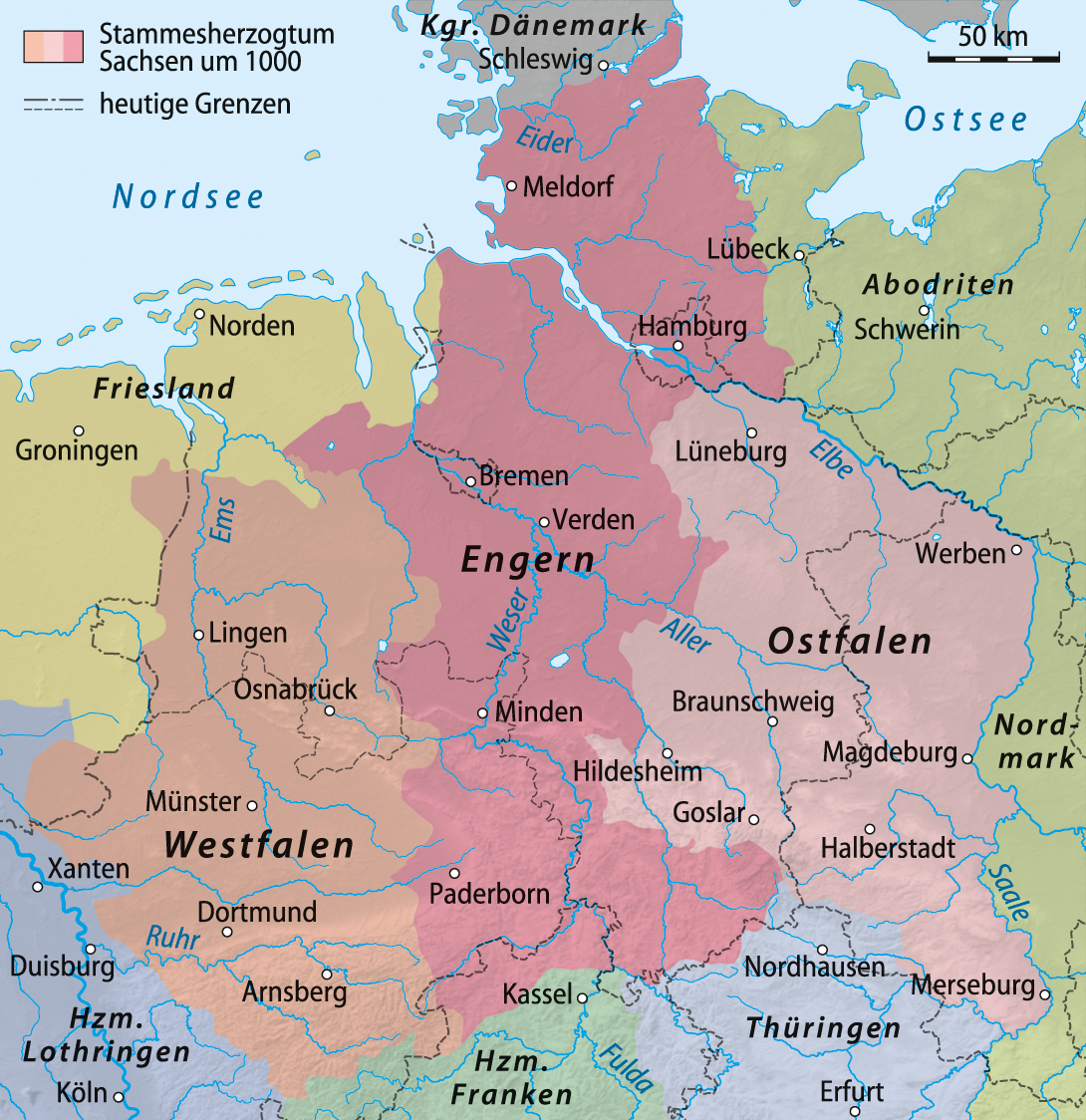
Engern, in het midden van de kaart

Het gebied aan weerszijden van de Weser nam de naam van de bewoners over en heette tot in de middeleeuwen Angria, Angaria of Engern. Dit gebied was naast Westfalen, Oostfalen en Noordalbingië de middelste van de vier regio's, die gezamenlijk Saksen vormden.
Alemannen · Ambivarieten · Ambronen · Ampsivaren · Angelen · Angrivariërs · Asdingen · Baemi · Bajuwaren · Bastarnen · Bataven · Bourgondiërs · Bructeren · Cananefaten · Chamaven · Chasuarii · Chatten · Chattuarii · Chauken · Cherusken · Cimbren · Cugerni · Dulgubnii · Fosi · Franken · Frisii · Gepiden · Goten · Harii · Helisiërs · Hermunduren · Herulen · Juten · Lakringen · Lemoviërs · Longobarden · Lugiërs · Manimiërs · Marcomannen · Marobudui · Marsi · Mattiakken · Naharvalen · Nemeten · Nerviërs · Ostrogoten · Quaden · Rugiërs · Saksen · Semnonen · Silingen · Sitones · Skiren · Sueben · Sugambren · Suiones · Tencteren · Teutonen · Toxandriërs · Triboken · Tubanten · Tudri · Tungri · Ubiërs · Usipeten · Vandalen · Vangionen · Visigoten · Volcae · Warnen
Germani cisrhenani:
Caerosi · Condrusi · Eburonen · Paemani · Segni
Stamverenigingen:
Herminones · Ingvaeones · Istvaeones